# 木下慶彦
木下 慶彦（きのした よしひこ、1985年12月29日 - ）は、日本の起業家、経営者、投資家。神奈川県横浜市出身。
スカイランドベンチャーズ株式会社代表取締役、Skyland Ventures代表パートナー。

## 人物
サレジオ学院高等学校卒業後、早稲田大学理工学部へ進学。
大和証券グループ本社グループのベンチャーキャピタルである大和SMBCキャピタル（現：大和企業投資）を経て、2011年にインキュベイトファンドに入社。
2012年8月にスカイランドベンチャーズを起業し、代表パートナーに就任。
2017年、同社の運営するSkyland Ventures 2号投資事業有限責任組合を通じてANYCOLORへ創業出資を行い、同社の株式上場を通じて4083倍のリターンを記録した。